# کمری (ازنا)
کمری روستایی از توابع بخش مرکزی شهرستان ازنا در استان لرستان ایران است.

## جمعیت
این روستا در دهستان پاچه لک غربی قرار دارد و بر اساس سرشماری مرکز آمار ایران در سال ۱۳۸۵، جمعیت آن ۱۲۷ نفر (۲۳ خانوار) بوده‌است.